# Ромм, Эммануил Ильич
Эммануи́л Ильи́ч Ромм (1900, Кейданы, Ковенская губерния — 1951, Москва) — советский теплотехник. Доктор технических наук, профессор. Дважды лауреат Сталинской премии.

## Биография
Эммануил (Менахем-Шмуел) Ильич (Элиашевич) Ромм родился 14 августа 1900 года в местечке Кейданы (ныне Кедайняй, Литва). Отец — Илья (Элиаш-Хаим) Менделевич Ромм (1860, Кейданы — октябрь 1941, Киев, Бабий Яр), торговец, в 1907 году записан как «купец 2-й гильдии». Мать — Ханна Бендетовна Ромм (в девичестве Бандалина) (Мариамполь, Сувалкский уезд — октябрь 1941, Киев, Бабий Яр), домохозяйка. В 1907 году семья переехала в Киев, где отец стал управляющим филиала польской компании по продаже бумажных изделий его брата Овсея Ромма.
В 1909 году поступил в 6-ю киевскую классическую гимназию (в этой гимнаэии учился и его брат Лев), которую закончил в 1918 году и поступил в Киевский политехнический институт на механический факультет. Закончил в 1924 году по специальности «Теплосиловые установки».
В 1923—1924 годах проходил службу в РККА в училище Красного воздушного флота, где был инструктором по авиационным двигателям. В 1924 году поступил на Черкасский сахаро-рафинадный завод инженером-теплотехником. В 1925 году, в Киеве встретил Франю (Фруму) Векслярскую, которая стала его женой.
Осенью 1925 года перешёл на работу в Киевское отделение государственного акционерного общества «Тепло и сила» в должности инженера теплосиловых установок. Одновременно вёл научно-исследовательскую работу в Киевском политехническом институте на кафедре теплосиловых установок. В 1927 году опубликовал монографию: «Расчёты паровых котлов», под ред. Т. Т. Усенко — Киев: Изд-во Киевского Кубуча.
В 1927 году был направлен на Ленинградский металлический завод им И. В. Сталина для совершенствования в области котлостроения. В 1929 году перешёл в «Гипромез» где работал старшим инженером, а затем заместителем заведующего энергобюро.
В 1932 году распоряжением ВСНХ был переведён в Московский Теплотехнический институт (ВТИ) им. Ф. Э. Дзержинского старшим научным сотрудником, а затем заведующим сектором котельной лаборатории.
С 1933 года преподавал в Московском энергетическом институте им. В. М. Молотова (МЭИ) сначала доцентом, а с 1939 года профессором кафедры котельных установок. Учёную степень кандидата технических наук получил без защиты диссертации в 1934 году.
На основании заявки 1937 года на «Способ понижения солесодержания пара в парогенераторах с непрерывной продувкой», в 1938 году было зарегистрировано авторское свидетельство на изобретение № 51656. Этот метод позволял получать пар высокой очистки и низкого солесодержания при одновременной большой экономии на подготовке питающей воды. Это было совершенно оригинальным открытием с большими практическими перспективами. Открытие было отмечено и за рубежом и отражено в научной литературе «Novel Principle of Evaporation». Метод был оригинальной разработкой и сразу не встретил признания. Поэтому, по воспоминаниям его семьи, он был единственным автором и впоследствии, когда пришло признание, коллеги и руководство института неохотно помогали в исследованиях.
В 1939 году защитил диссертацю по теме «Химический перекос и ступенчатое испарение в генераторах пара» и получил степень доктора технических наук и также утверждён в звании профессора по специальности «Котельные установки».
В 1940 году перенёс тяжёлый инфаркт миокарда, много месяцев был на постельном режиме и стал инвалидом второй группы. Это было следствием конфликтной ситуации с редакцией Госэнергоиздата в связи с авторским приоритетом издания курса лекций по котельным установкам. Война изменила планы издательства и внесла значительные изменения и дополнения. Все годы войны были использованы для доработки материала. Только в 1946 году книга вышла из издательства под редакцией и с авторством Э. И. Ромма. Эта книга была переведена и издана в Китае в 1954 году.
Э. И. Ромм был страстным радиолюбителем и знание иностранных языков заложенное в классической гимназии (английский, французский, немецкий, латынь плюс иврит и идиш) позволяло ему быть в курсе всех мировых событий. О начавшейся войне он узнал задолго до официального объявления.
В июле 1941 года был эвакуирован в Куйбышев, где работал в Индустриальном институте в качестве профессора кафедры тепловых двигателей. 
В 1943 году, по настоянию дирекции ВТИ вернулся в Москву и возобновил работу в должности заведующего сектором лаборатории котельных установок и продолжил преподавать в МЭИ. В 1944 году коллектив лаборатории котельных установок ВТИ с участием Э. И. Ромма опубликовал «Руководящие указания по восстановлению котельных агрегатов», что было крайне важно в условиях начавшегося освобождения территории СССР. В 1944 году получил авторское свидетельство на изобретение № 72316 «Способ понижения солесодержания пара в парогенераторах с непрерывной продувкой». В 1945 году был награждён первым из трёх орденов Трудового Красного Знамени № 31913 (1947 год — № 39296, 1949 год — № 112657).
В 1946 году совместно с В. Н. Ноевым (начальник цеха треста «Оргрэс») получил Сталинсую премию третьей степени за разработку и внедрение в практику метода ступенчатого испарения. С 1946 года — участник атомного проекта. Руководил проектированием водоочистки завода «А» комбината № 817 (предприятия, занимавшегося радиохимическим выделением плутония для первой советской ядерной бомбы).
В 1947 году был официально утверждён заведующим лаборатории котельных установок ВТИ. В 1949 году совместно с Ф. Г. Прохоровым получил Сталинскую премию второй степени за «выполнение специального задания правительства». Это задание — часть общего атомного проекта и высокоочищенная вода необходимый его элемент. Вся эта успешная научная карьера была связана с постоянным стрессом и уже на фоне перенесённого инфаркта переутомление стало сказываться на работе. Его жена была постоянной опорой и насколько возможно ограждала от повседневных житейских проблем, но невозможно было оградить от проблем на работе. На просьбы об облегчённом графике начальство отвечало неизменными отказами и жёстко требовало результатов.
В марте 1951 года был уволен из ВТИ по состоянию здоровья. Вскоре последовало и резкое сокращение преподавательской нагрузки в МЭИ. Все это означало потерю средств к существованию для него и жены, инвалида с рождения. В сентябре 1951 года был срочно госпитализирован в Кремлёвскую больницу в Москве. Операция была неудачной и он умер 19 сентября от гангренозного аппендицита.
Похоронен на Востряковском кладбище в Москве вместе с женой.
Доктор технических наук, профессор, автор около 70 научных работ, двух изобретений, дважды лауреат Сталинской премии, три ордена Трудового Красного Знамени медали.

## Семья
Жена — Франя (Фрума) Владимировна Векслярская (4 июля 1905, Коростышев — 4 мая 1980, Москва). Дочь — Сюзанна Эммануиловна Ромм (7 августа 1927, Киев — 8 июля 2022, Рочестер), юрист, член Московской городской коллегии адвокатов (1966—1991); с 1991 года в США.
Братья — Лев (Лейб) Ильич Ромм (1903, Кейданы — 1974, Киев); Рафаил Ильич (1904, Кейданы — ?1918, Варшава).

## Награды и премии
- Сталинская премия третьей степени (1946), совместно с В. Н. Ноевым (ОРГЭС), — за разработку и внедрение в практику эксплуатации паровых котлов метода ступенчатого испарения, повышающего качество пара при соответствующем качестве питательной воды и дающего большую экономию топлива
- Сталинская премия второй степени (29.10.1949) — за руководство проектированием водоочистки завода «А» комбината № 817
- три ордена Трудового Красного Знамени (№ 31913 за 1945 г., № 39296 за 1947 г., № 112657 за 1949 г.)